# Jurij Grigorovitj
Jurij Nikolajevitj Grigorovitj (ryska: Ю́рий Никола́евич Григоро́вич), född 2 januari 1927 i Leningrad, död 19 maj 2025 i Moskva, var en rysk balettdansör, koreograf och balettchef.
Grigorovitj  koreograferade en lång rad baletter, bland annat Stenblomman och Kärlekslegenden.